# Nationaal Park Ojców
Nationaal Park Ojców (Pools: Ojcowski Park Narodowy) is het kleinste nationaal park in Polen. Het park ligt in de woiwodschap Klein-Polen. Het park werd opgericht in 1956 en is 21,46 vierkante kilometer groot. Het nationaal park omvat bossen, grotten, heuvels en vele rotsformaties. Daarnaast is er een kasteelruïne en een kasteel. In het park leven bever, das, hermelijn, 15 vleermuissoorten en 135 vogelsoorten.
In het park zijn verschillende wandelpaden aangelegd. Ook is er in het dorpje Ojcow een klein informatiecentrum en zijn er verschillende horecagelegenheden. Het park is vanuit Krakau per bus bereikbaar. Door het park loopt de Adelaarsnestenroute.

## Afbeeldingen

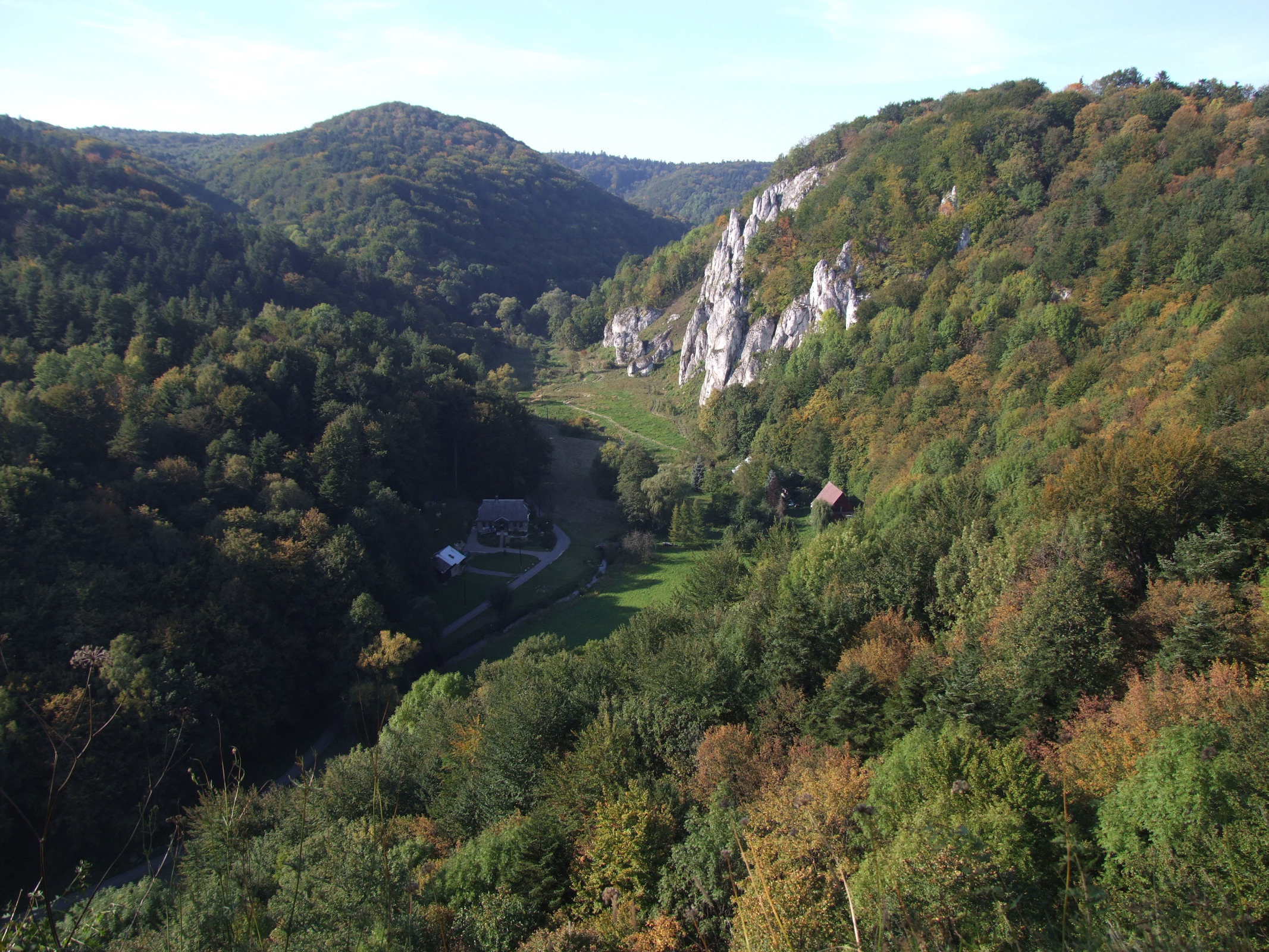
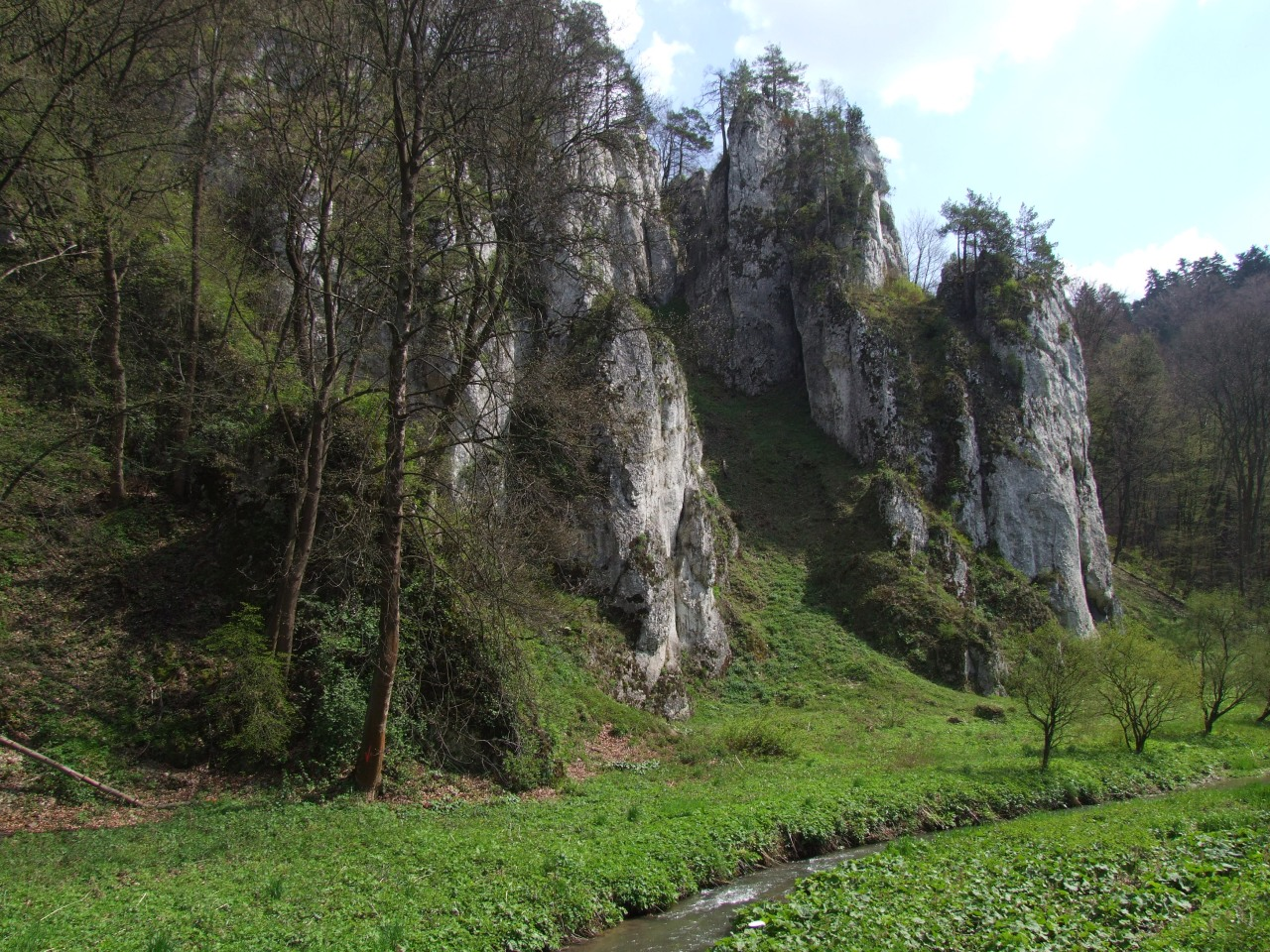
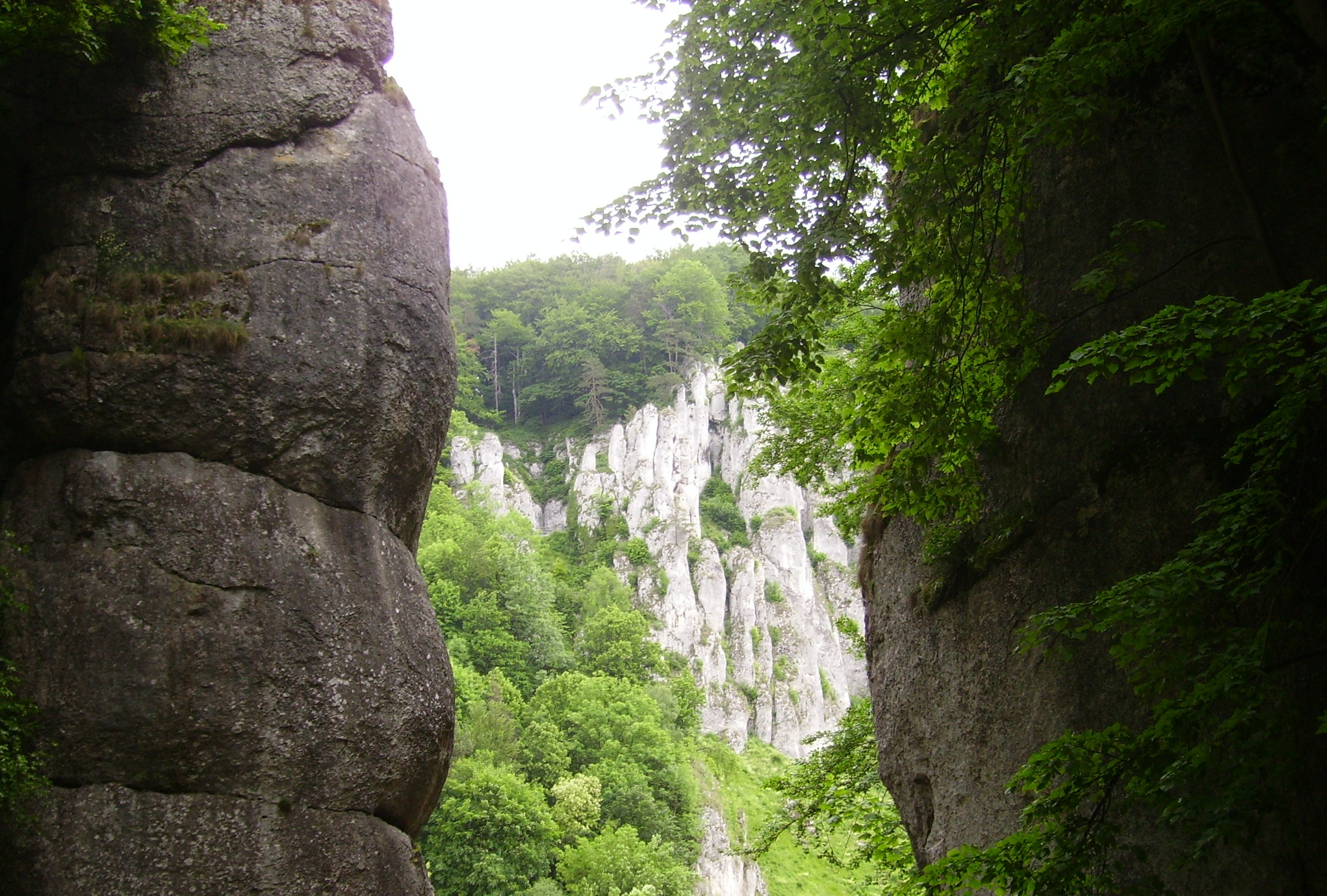
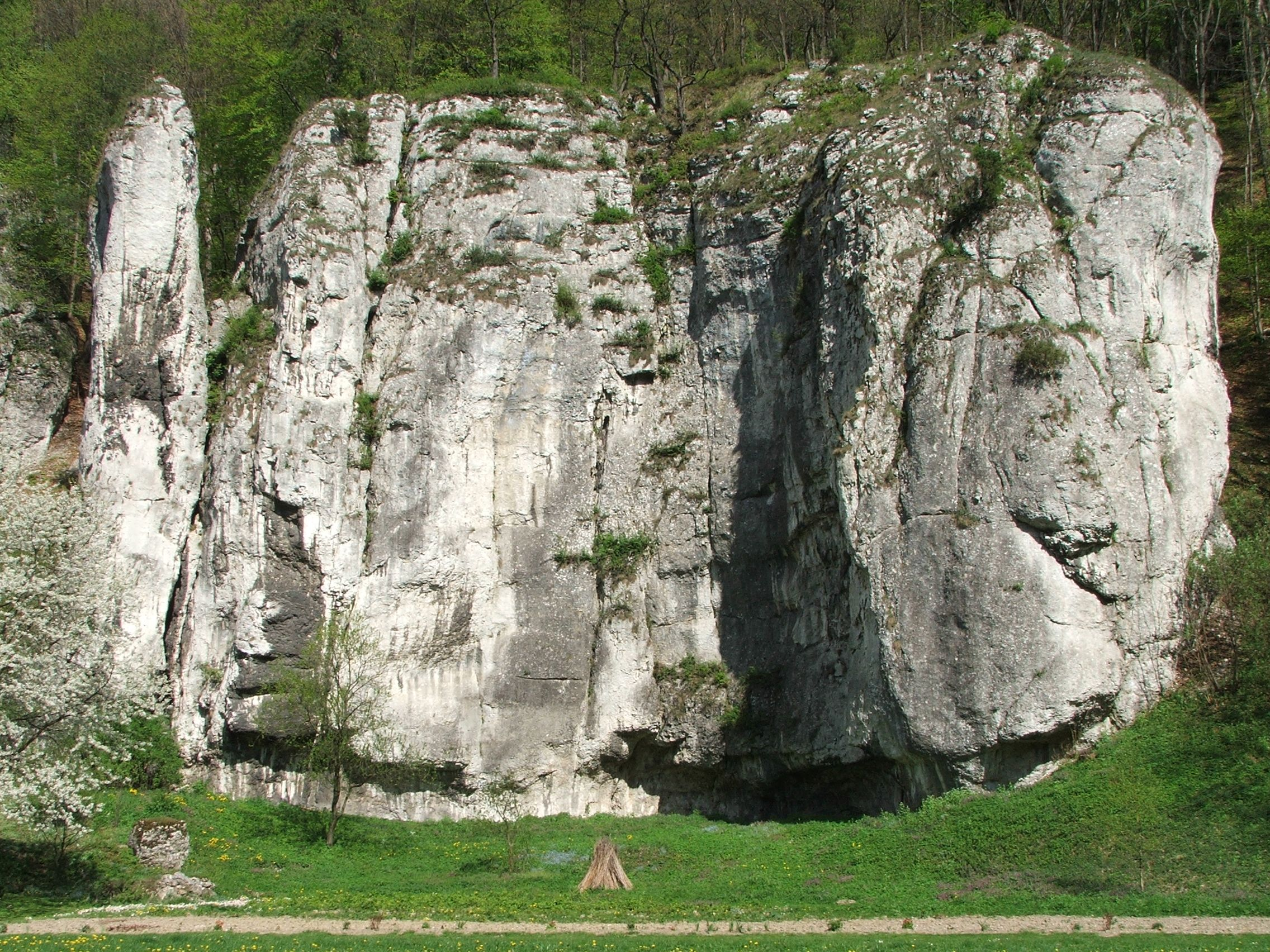
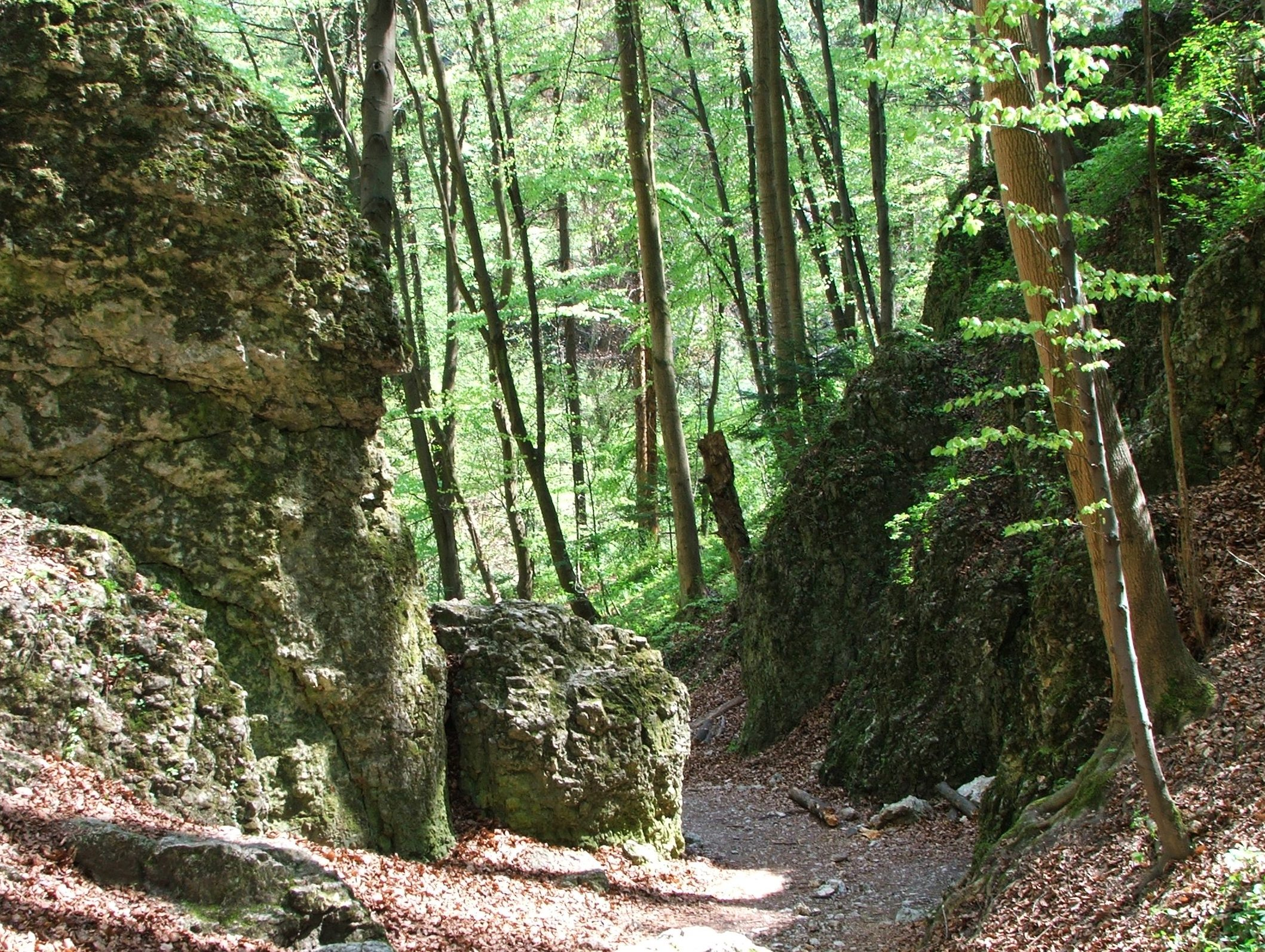
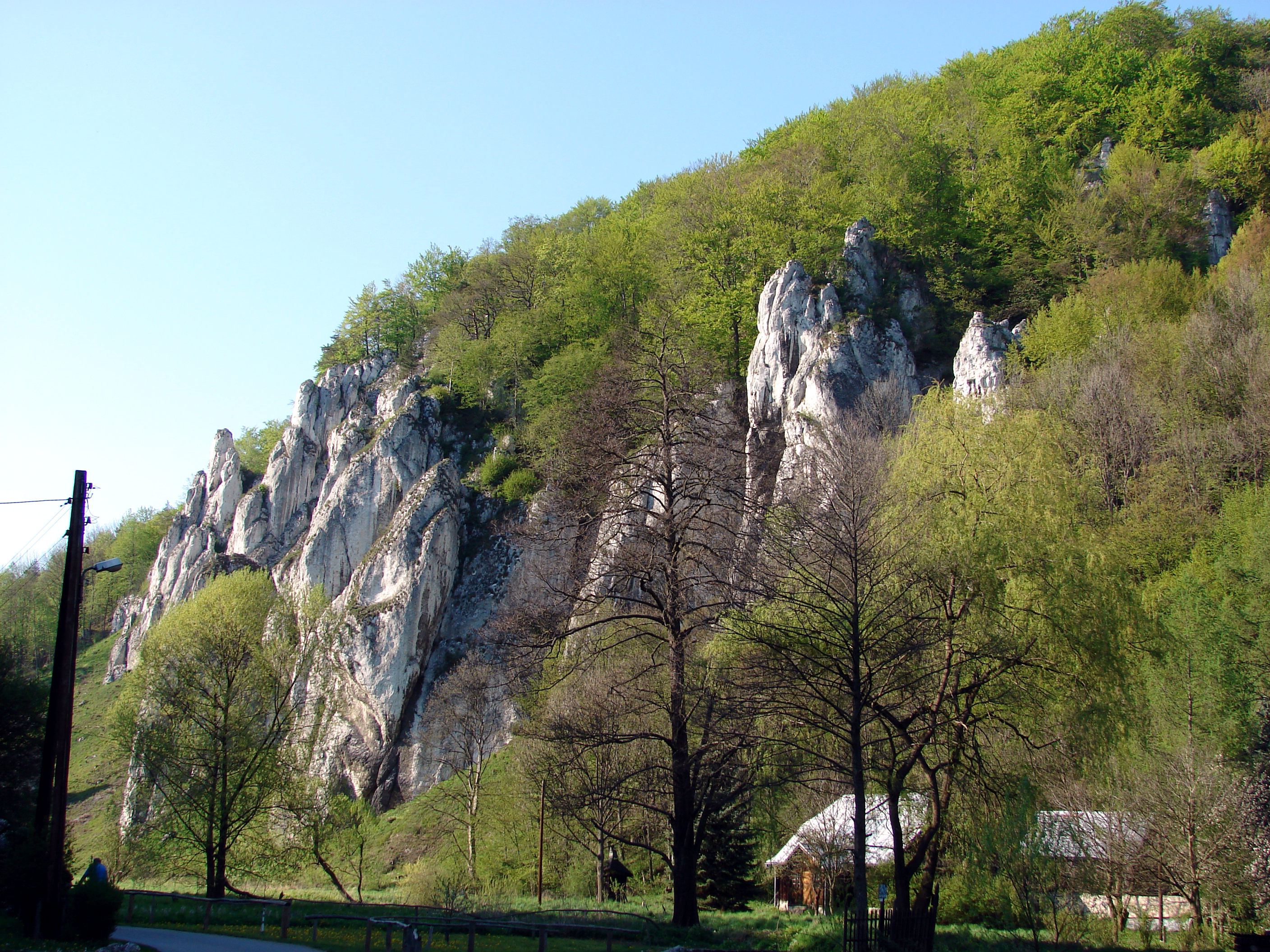
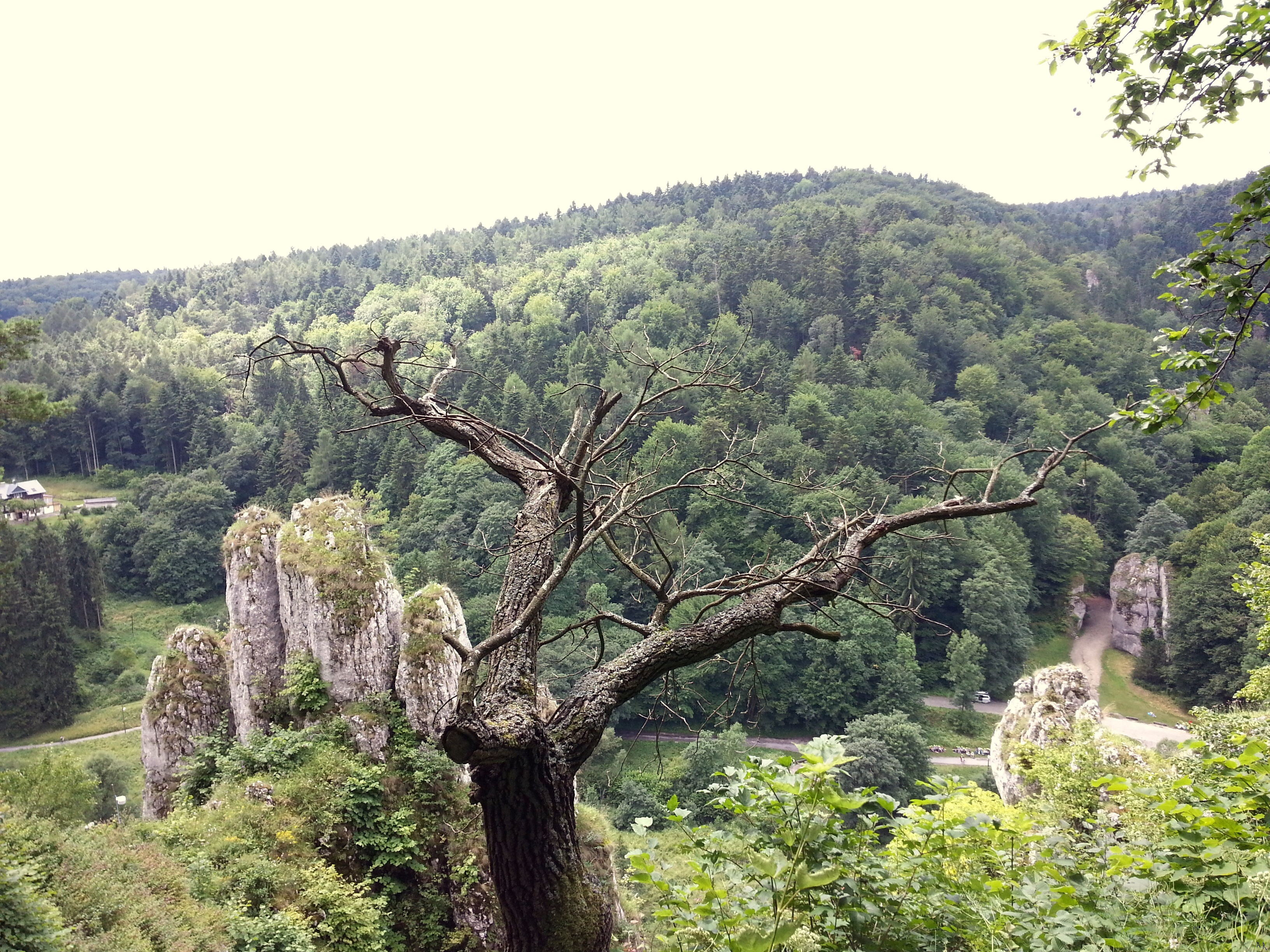
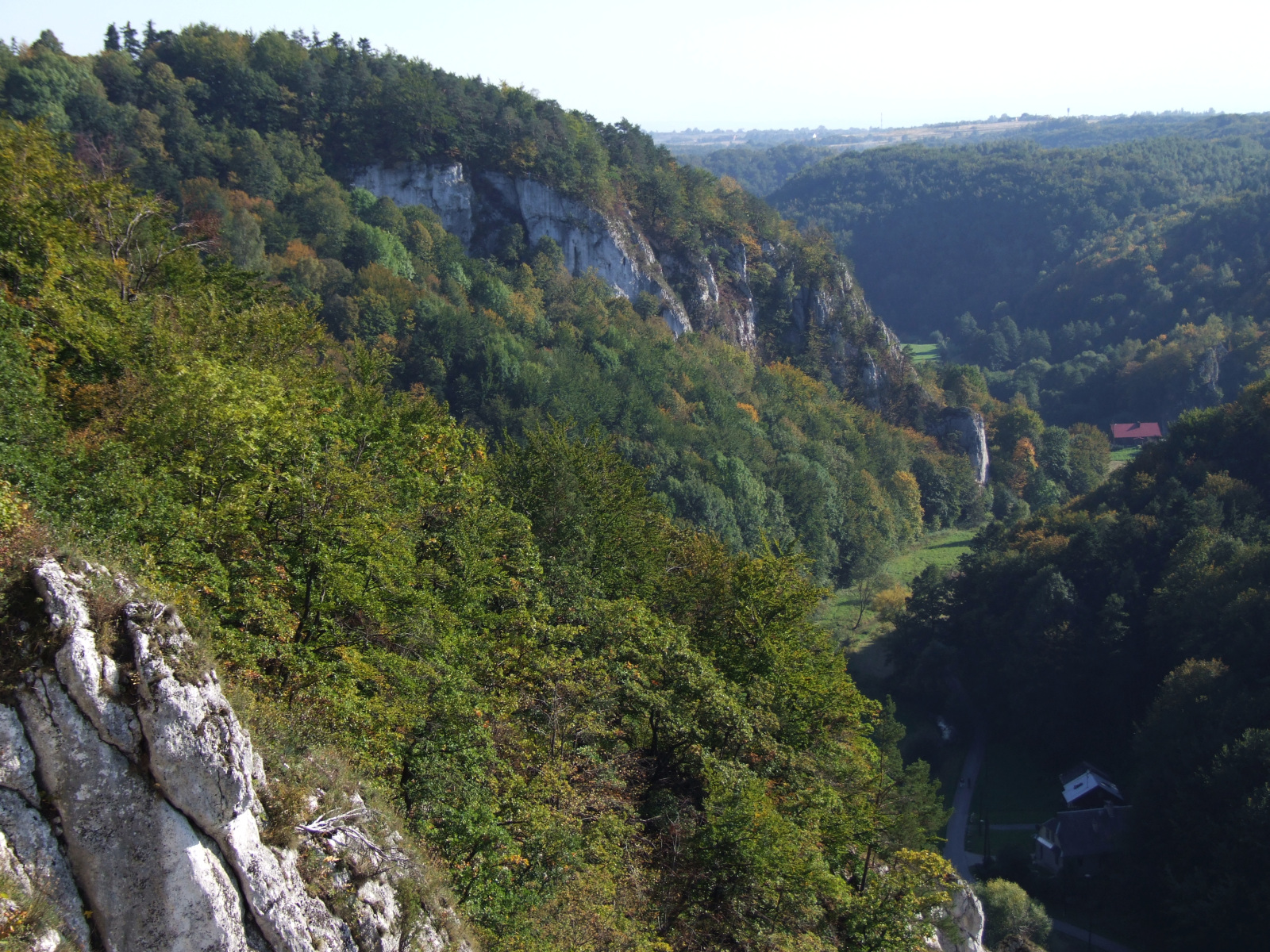
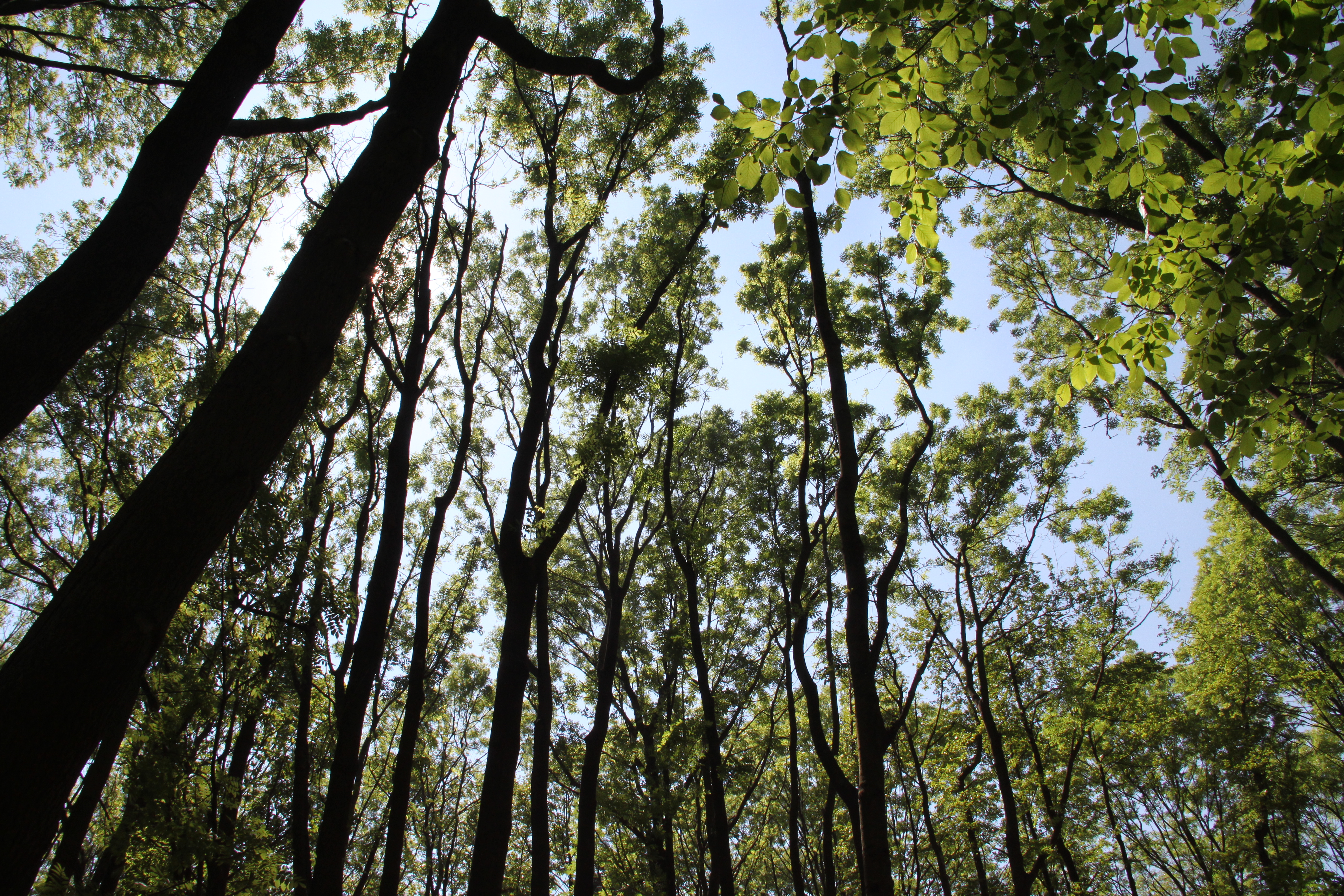

Babia Góra · 
Białowieża · 
Biebrza · 
Bieszczady · 
Bory Tucholskie · 
Drawa · 
Gorce · 
Gór Stołowych · 
Kampinos · 
Karkonosze · 
Magura · 
Narew · 
Ojców · 
Pieniny · 
Poleski · 
Roztocze · 
Słowiński · 
Świętokrzyski · 
Tatra · 
Wartamonding · 
Wielkopolska · 
Wigry · 
Wolin